# Unternehmensprofil
Als Unternehmensprofil wird die strukturierte Präsentation einer Unternehmung in Printmedien, firmeneigenen Internetauftritten oder in Social Media bezeichnet. Ziel ist es, das Unternehmen anhand von Kennzahlen wie Umsatz oder Mitarbeiterzahl darzustellen, den Bekanntheitsgrad zu erhöhen oder in sozialen Netzwerken vertreten zu sein. 

## Allgemeine Verwendung
Unternehmensprofile sind eine verkürzte Darstellung des Unternehmens. Inhalte sind:
- Beschreibung der Geschäftstätigkeit.
- Aktuelle Bilanzdaten (Umsatz, Gewinn, Anzahl der Mitarbeiter usw.)
- Aktuelle Börsendaten, falls zutreffend.

Benutzt werden diese Kurzprofile unter anderem in Stellenanzeigen und als Selbstdarstellung im firmeneigenen Internetauftritt.

## Unternehmensprofile in Social Media
Bei der Teilnahme an Sozialen Netzwerken wollen Unternehmen über die reine Selbstdarstellung hinaus auch über ihre aktuellen Aktivitäten informieren und Meinungstendenzen in der Öffentlichkeit bezüglich des Unternehmens kanalisieren. Hierzu werden Gewinnspiele vorgenommen, Umfragen durchgeführt, und es wird mit Kunden kommuniziert oder über Produkte und Dienstleistungen informiert.

### Anbieter

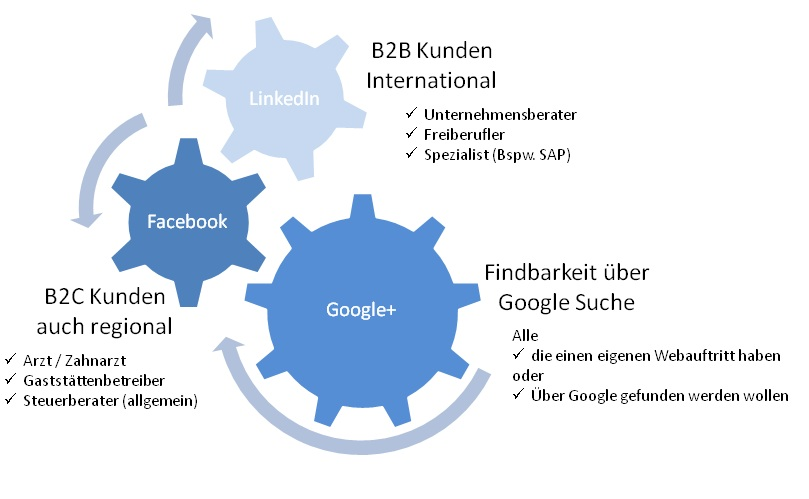
Größte Anbieter von Unternehmensprofilen

Die meisten sozialen Netzwerke bieten solche Unternehmensprofile an. Diese werden aber nicht einheitlich unter diesen Namen geführt. Anbieter von gratis Lösungen sind:
- Xing (Hier wird der Begriff Unternehmensprofil verwendet.)
- Facebook (Hier wird der Begriff Fanseite verwendet.)
- Linkedin (Hier wird der Begriff Unternehmensprofil verwendet.)

Die Netzwerke haben unterschiedliche Ausrichtungen. So hat Facebook die höchste Reichweite im B2C-Bereich. So kommt der Sportwarenhersteller Adidas zum Zeitpunkt der Artikelerstellung (Juli 2012) auf 8,7 Millionen Fans. Fan bezeichnet bei Facebook Personen, die mittels „like“ ihre Sympathie mit dem Hersteller bekunden. Im B2B-Bereich hat Siemens bei LinkedIn (analog zu der obigen Zahl) mehr als 160.000 Follower und ist damit die größte Unternehmensseite eines deutschen Unternehmens in diesem Umfeld. Bei Google+ sind vorrangig internationale Marken wie H & M vertreten. Die Einrichtung solcher Unternehmensprofile wird kontrovers diskutiert: Auf der einen Seite hat eine Unternehmung hier eine hohe Reichweite, auf der anderen Seite wird die Hoheit an einen externen Betreiber abgegeben. Ob und wo ein Unternehmensprofil eingesetzt werden sollte, ist davon abhängig, wen man erreichen möchte.